# Maison du Livre
Pour les articles homonymes, voir Maison du livre (homonymie).
La Maison du Livre est une librairie implantée à Rodez. Troisième librairie indépendante de Midi-Pyrénées, elle s'étend sur une surface de vente de plus de 860m² et possède un stock de plus de 60000 ouvrages.

## Histoire

### De 1945 à 2002
La librairie est fondée en 1945 par l’abbé Émile Sudres.
Vers 1957, la Maison du Livre déménage de la rue Louis Blanc vers l'immeuble du passage des Maçons. Marius Chirat, devenu le nouveau gérant, développe les rayons de livres scolaires, de littérature de jeunesse, et des livres de poche. 
Le relais France Loisirs s'y installe en 1972.
En 1983 Danielle Dastugue reprend la Maison du Livre puis crée en 1987 les éditions du Rouergue. Avec Roger Cartayrade et l'association des amis de la Maison du Livre, elle entreprend le réaménagement de la librairie. En 1989, la surface de vente est d'environ 600 m2 et l'entreprise est entièrement informatisée.
En 1998 est immatriculée la société actuelle.

### De 2002 à nos jours
Benoît Bougerol devient le nouveau propriétaire de la Maison du Livre en janvier 2002.
En 2003, la Maison du Livre se dote de son premier site internet.
En 2008 une deuxième librairie ouvre à la place de l'ancien cinéma Family : la Maison du Livre comporte désormais 2 magasins autour du passage des Maçons avec une ouverture sur la place de la Préfecture (place Charles de Gaulle). Le magasin principal est rénové et réorganisé.
La Maison du Livre a obtenu le label de « Librairie Indépendante de Référence » (LIR), dès la création de ce label en 2009.
En 2006, après les librairies Ombres Blanches et Castéla à Toulouse, elle est la troisième librairie indépendante de Midi-Pyrénées.